# Cordulecerus surinamensis
Cordulecerus surinamensis is een insect uit de familie van de vlinderhaften (Ascalaphidae), die tot de orde netvleugeligen (Neuroptera) behoort. 
Cordulecerus surinamensis is voor het eerst wetenschappelijk beschreven door Fabricius in 1798.